# Philipp Etter
Philipp Etter (Menzingen, 21 de diciembre de 1891 – Berna, 23 de diciembre de 1977) fue un político suizo, miembro del Partido Conservador Popular.
Durante los 25 años que formó parte del Consejo Federal, de 1934 a 1959, estuvo al frente del Departamento del Interior. Fue cuatro veces Presidente de la Confederación: en 1939, 1942, 1947 y 1953.

## Biografía

### Familia, estudios y carrera

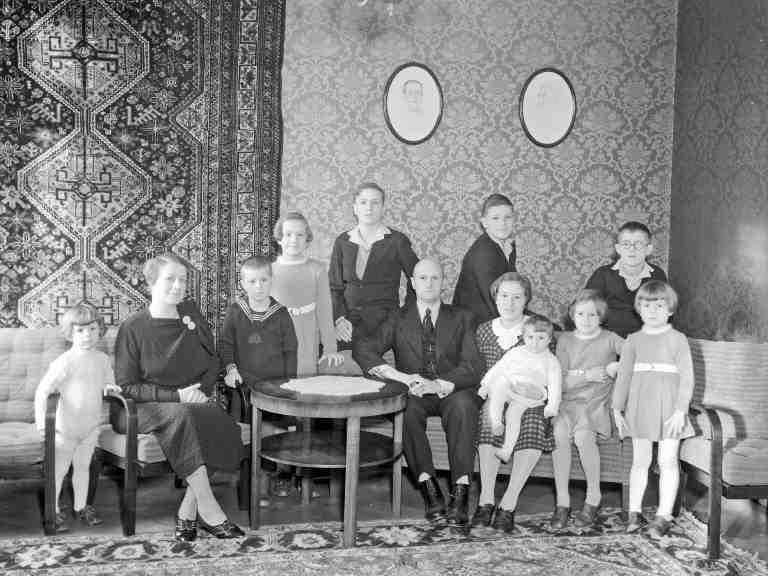
Philipp Etter con su esposa Maria y sus diez hijos (1935).

Philipp era el menor de los cuatro hijos del tonelero Josef Anton Etter y de la comerciante Jakobea Stocker. Se crio en Menzingen, una localidad de la campiña católica del cantón de Zug, donde asistió a la escuela primaria. Posteriormente estudió en la Escuela Cantonal de Zug y luego en la Escuela de la Abadía de Einsiedeln, donde en 1911 terminó el bachillerato. En 1917 se licenció en Derecho en la Universidad de Zúrich y se colegió como abogado en el cantón de Schwyz.
En 1918 se casó con Maria Hegglin, hija de un agricultor, con la que tuvo diez hijos. Una de sus hijas fue Monika Etter, que en 1974 se convirtió en una de las primeras diputadas del Gran Consejo de Berna, y otro de sus hijos fue Kassian Etter, sacerdote benedictino de Einsiedeln.

### Política cantonal y federal
Su carrera política comenzó en 1918 cuando fue elegido miembro del Consejo Cantonal del Cantón de Zug en las listas del Partido Conservador Popular. Se implicó en diversos ámbitos y no tardó en ascender en la escala política. Entre 1923 y 1934 fue miembro del Consejo de Gobierno de Zug, donde fue Director de Instrucción Pública y Asuntos Militares. Entre 1930 y 1934 fue diputado del Consejo de los Estados. Además, entre 1912 y 1934 fue redactor jefe del periódico Zuger Nachrichten, órgano del partido conservador en el cantón.
Al igual que otros intelectuales católicos de su generación, se adhirió a las ideas de los conservadores católicos y del movimiento social cristiano. Influido por la encíclica papal Rerum novarum (1891) sobre la cuestión obrera, Etter comenzó a interesarse por cuestiones sociales como la ley sobre el seguro de enfermedad y accidentes (1912) y la construcción de viviendas sociales. Procedente de los círculos católicos de Zug, leales a los principios federalistas y próximos a los pequeños empresarios, en 1931 apoyó el Seguro de Vejez y Supervivencia (AHV/AVS), que fue rechazado en votación popular.
Durante la «primavera de los frentes» de 1933-1934, Etter basculó entre las distintas alas del Partido Conservador, y defendió, al igual que otros católicos conservadores y burgueses, los objetivos compartidos con los frentistas de extrema derecha para combatir el capitalismo, el liberalismo y el socialismo. Con ello, también trató de apaciguar el ímpetu autoritario de las juventudes conservadoras católicas. Aunque criticó el centralismo y la «judeofobia» de los frentistas, se valió de estereotipos antisemitas para oponerse a la llegada masiva de refugiados judíos tras la toma del poder por parte de Adolf Hitler.
Etter retomó el proyecto de reorganización económica y social que el Papa había esbozado vagamente en la encíclica Quadragesimo anno (1931), sin proponer soluciones concretas para hacer frente a la crisis económica de los años 30. En la línea de otros compañeros de partido, y de acuerdo con la doctrina social de la Iglesia católica, propugnó la idea de una organización autónoma de los gremios y sindicatos desde sus bases, que limitara el intervencionismo estatal y garantizara la paz social. Como publicista, mostró su oposición a las pretensiones corporativistas extremas que aspiraban a convertir la Confederación en un estado corporativo dictatorial. Asimismo, rechazó el nacionalsocialismo y el fascismo por su «excesiva tendencia al nacionalismo», así como por los principios de la supremacía del líder y de la raza, el centralismo y el despotismo que caracterizaban a estos movimientos. Sin embargo, en 1934 reconoció como uno de los «elementos saludables» del fascismo italiano a la importancia que éste otorgaba a los conceptos de autoridad y orden.

#### Consejero Federal

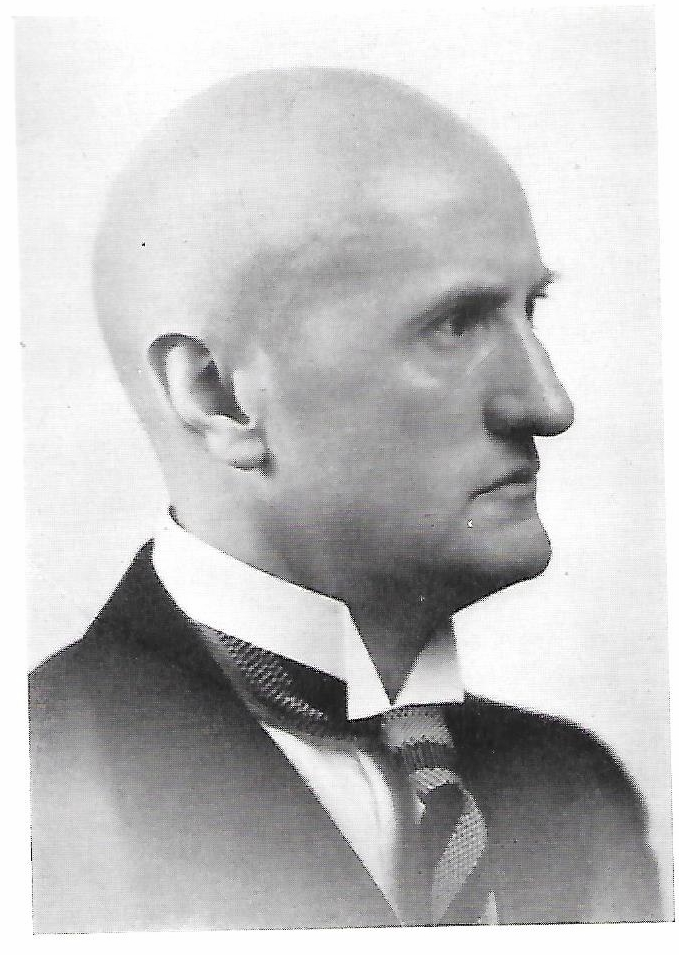
Retrato de Philipp Etter en el Anuario de las Autoridades Federales (1943).

Tras la inesperada dimisión de Jean-Marie Musy, Consejero Federal conservador de Friburgo, Etter entró en el Consejo Federal el 28 de marzo de 1934, con sólo 42 años. Resultó elegido por la Asamblea Federal en la primera vuelta con 115 votos favorables (la mayoría absoluta era de 104), imponiéndose a los candidatos Johannes Huber y Emil Mäder, ambos de San Galo, que obtuvieron 62 y 20 votos respectivamente. La candidatura de Etter fue contestada por la izquierda y parte de los liberales, pero contó con el apoyo de una coalición de radicales y conservadores, que le consideraban más moderado que Musy.
El 1 de mayo de 1934 tomó el relevo de Albert Meyer al frente del Departamento del Interior, que fue ganando importancia a lo largo de sus 25 años de mandato. El Parlamento le confirmó en el cargo en 1935, 1939, 1943, 1947, 1951 y 1955.

##### El iniciador de la «defensa nacional espiritual»
Aunque antes de su elección se mostró bastante escéptico respecto a la revisión total de la Constitución Federal, en los primeros años de su mandato adoptó una actitud más favorable, al igual que su compañero de partido Giuseppe Motta. Sin embargo, desconfiaba de la iniciativa de revisión total de 1935, de sesgo frentista, debido sobre todo a que estaba motivada por pulsiones antidemocráticas. Su afán por reforzar los valores definitorios de Suiza y rechazar los totalitarismos de derechas e izquierdas le llevó a ejercer una gran influencia en el desarrollo del concepto de «defensa nacional espiritual» durante los años previos a la guerra.
Para poner en marcha su política cultural conservadora, que en algunos momentos hizo que Suiza quedase aislada intelectualmente, se apoyó en las estructuras federalistas del país, en las asociaciones activas en los territorios, en las diferentes regiones y en las minorías lingüísticas y culturales. En 1939 se creó Pro Helvetia, una fundación no sujeta al control gubernamental, cuyo objetivo era promover la cultura suiza, incluido el arte moderno, al margen de la administración federal. Durante aquel mismo año 1939 fue Presidente de la Confederación y ejerció una gran influencia en el espíritu que impregnó la exposición nacional («Landi») de Zúrich.

##### La Segunda Guerra Mundial
Durante la Segunda Guerra Mundial, Etter y el Consejo Federal practicaron una política muy cauta frente a las potencias del Eje, centrada en la soberanía nacional y el abastecimiento del país. Como consecuencia de las continuas presiones de Alemania, Etter apostó por ejercer una supervisión más estricta de la censura de la prensa. Fue coautor del discurso radiofónico en alemán pronunciado por el presidente Federal Marcel Pilet-Golaz el 25 de junio de 1940, que contribuyó a reforzar la sensación generalizada de incertidumbre entre la población. Sin embargo, en las directrices del Consejo Federal publicadas en septiembre de 1940, defendió el Estado democrático de derecho, desmintiendo así los rumores sobre sus supuestos planes de renovación autoritaria, que él mismo había contribuido a alimentar con diversas declaraciones.
El 4 de agosto de 1942, el gobierno federal ordenó la adopción de una estricta política de devolución de los refugiados civiles, que el 13 de agosto condujo al cierre de las fronteras. Aunque no se trataba de una orden presidencial, ya que Etter, a la sazón Presidente de la Confederación, no había asistido a aquella sesión, siempre fue un firme partidario de una política de asilo restrictiva. Como miembro del Comité Internacional de la Cruz Roja (CICR), en octubre de 1942 tampoco respaldó la difusión de un llamamiento que instaba a todas las partes beligerantes a respetar el derecho internacional, lo cual suponía una condena implícita de las deportaciones nazis. Justificó su postura alegando que dichas críticas podrían comprometer la labor del CICR. Se mostró poco interesado por el destino de los judíos perseguidos, pero trató de ayudar en situaciones concretas. En 1943, apoyó la redacción del borrador para la conferencia de comandantes sobre la «cuestión judía», que se posicionaba en contra de las tendencias antisemitas en el seno del ejército, texto que fue criticado por el General Henri Guisan, el Consejero Federal Eduard von Steiger y la Federación Patriótica Suiza.

##### La posguerra
Durante la tercera parte de su mandato centró su labor en la reorganización económica y social de la posguerra. Fue responsable de la ampliación de la Escuela Politécnica Federal (ETH) de Zúrich, la creación de la Fundación Nacional Suiza para la Ciencia, la redacción de un artículo constitucional sobre el cine y la ampliación de la red de carreteras nacionales y alpinas. En 1954, la Oficina Federal de la Seguridad Social pasó a integrarse en el Departamento Federal del Interior. Bajo su dirección se amplió el Seguro de Vejez y Supervivencia (AHV/AVS) y se creó el Seguro de Invalidez (IV/AI).
Fue Presidente de la Confederación en 1947 y 1953. En 1955 renunció, de común acuerdo con Martin Rosenberg, secretario general de su partido, a la Vicepresidencia prevista para el año 1956 y, en consecuencia, al cargo de Presidente de la Confederación en 1957, para así generar una doble vacante en caso de que dimitiera un Consejero Federal radical. Este escenario, no obstante, no se produjo hasta cuatro años más tarde. Su prolongada permanencia en el Consejo Federal, 25 años, le valió el apodo de «L'Etternel» (en referencia a la expresión francesa L'Éternel, «el Eterno»).

### Dimisión y muerte
Anunció su dimisión el 19 de noviembre de 1959, junto con Hans Streuli, que se hizo efectiva el 31 de diciembre de aquel año. Su renuncia abrió la puerta a que salieran elegidos dos Consejeros Federales socialistas, y con ello la vía de la denominada «fórmula mágica». Su sucesor al frente del Departamento del Interior fue el socialista Hans-Peter Tschudi, diputado del Consejo de los Estados por Basilea.
Tras su salida del Consejo Federal continuó viviendo en Berna, donde falleció el 23 de diciembre de 1977. Fue enterrado en el cementerio de Bremgarten de Berna junto con su esposa, Maria Etter-Hegglin (1893–1972). En 2008, los restos mortales del matrimonio fueron exhumados y trasladados a Menzingen, donde descansan desde entonces en una tumba familiar.